# Sulk
Az 1982-es Sulk a The Associates harmadik nagylemeze. 2000-ben jelent meg CD-kiadása, hét bónuszdallal, a V2 Records gondozásában. 20 hétig maradt a brit albumlistán, ezalatt az idő alatt a 10. helyig jutott. Szerepel az 1001 lemez, amit hallanod kell, mielőtt meghalsz című könyvben.

## Az album dalai
|     | Cím                          | Szerző(k)                           | Hossz |
| --- | ---------------------------- | ----------------------------------- | ----- |
| 1.  | Arrogance Gave Him Up        | Alan Rankine, Billy MacKenzie       | 3:00  |
| 2.  | No                           | Rankine, MacKenzie                  | 5:50  |
| 3.  | Bap De La Bap                | Rankine, MacKenzie                  | 4:18  |
| 4.  | Gloomy Sunday                | Seress Rezső, Sam M. Lewis          | 4:11  |
| 5.  | Nude Spoons                  | Rankine, MacKenzie                  | 4:21  |
| 6.  | Skipping                     | Rankine, MacKenzie, Michael Dempsey | 4:03  |
| 7.  | It's Better This Way         | Rankine, MacKenzie                  | 3:30  |
| 8.  | Party Fears Two              | Rankine, MacKenzie                  | 5:12  |
| 9.  | Club Country                 | Rankine, MacKenzie                  | 5:32  |
| 10. | nothinginsomethingparticular | Rankine, MacKenzie                  | 2:19  |

### Kislemezek
- Party Fears Two (1982. február; 9. hely a brit kislemezlistán)
- Club Country (1982. május; 13. hely a brit kislemezlistán)
- 18 Carat Love Affair/Love Hangover (1982. augusztus; 21. hely a brit kislemezlistán)

## Közreműködők

### The Associates
- Billy Mackenzie – ének
- Michael Dempsey – basszusgitár
- Alan Rankine – gitár, billentyűk, egyéb hangszerek
- John Murphy – dob

### További közreműködők
- Martha Ladly – háttérvokál, billentyűk a Club Country-n
- Mike Hedges – producer

## Fordítás
Ez a szócikk részben vagy egészben a Sulk című angol Wikipédia-szócikk ezen változatának fordításán alapul.  Az eredeti cikk szerkesztőit annak laptörténete sorolja fel. Ez a jelzés csupán a megfogalmazás eredetét és a szerzői jogokat jelzi, nem szolgál a cikkben szereplő információk forrásmegjelöléseként.